# Rokytne (obwód czernihowski)
Rokytne (ukr. Рокитне) – wieś na Ukrainie, w obwodzie czernihowskim, w rejonie niżyńskim, w hromadzie Nowa Basań. W 2001 liczyła 55 mieszkańców, spośród których 51 wskazało jako ojczysty język ukraiński, a 4 rosyjski.